# Douglas County (Nebraska)
Douglas County ist ein County im US-Bundesstaat Nebraska. Der Verwaltungssitz (County Seat) ist Omaha, das nach dem Indianervolk Omaha benannt wurde.

## Geographie
Das County liegt im äußersten Osten von Nebraska, grenzt an den Bundesstaat Iowa und hat eine Fläche von 880 Quadratkilometern, wovon 22 Quadratkilometer Wasserfläche sind. Es grenzt in Nebraska im Uhrzeigersinn an folgende Countys: Sarpy County, Saunders County, Dodge County und Washington County. An das Douglas County grenzen folgende Countys:
| Dodge County    | Washington County |                             |
| Saunders County |                   | Pottawattamie County (Iowa) |
|                 | Sarpy County      |                             |

## Geschichte
Douglas County wurde 1854 gebildet. Benannt wurde es nach dem US-Senator Stephen A. Douglas.
Drei Orte haben den Status einer National Historic Landmark, das Father Flanagan’s Boys’ Home, das Minensuchboot USS Hazard und der Bahnhof Omaha Union Station. 164 Bauwerke und Stätten des Countys sind insgesamt im National Register of Historic Places eingetragen (Stand 10. Februar 2018).

## Demografische Daten

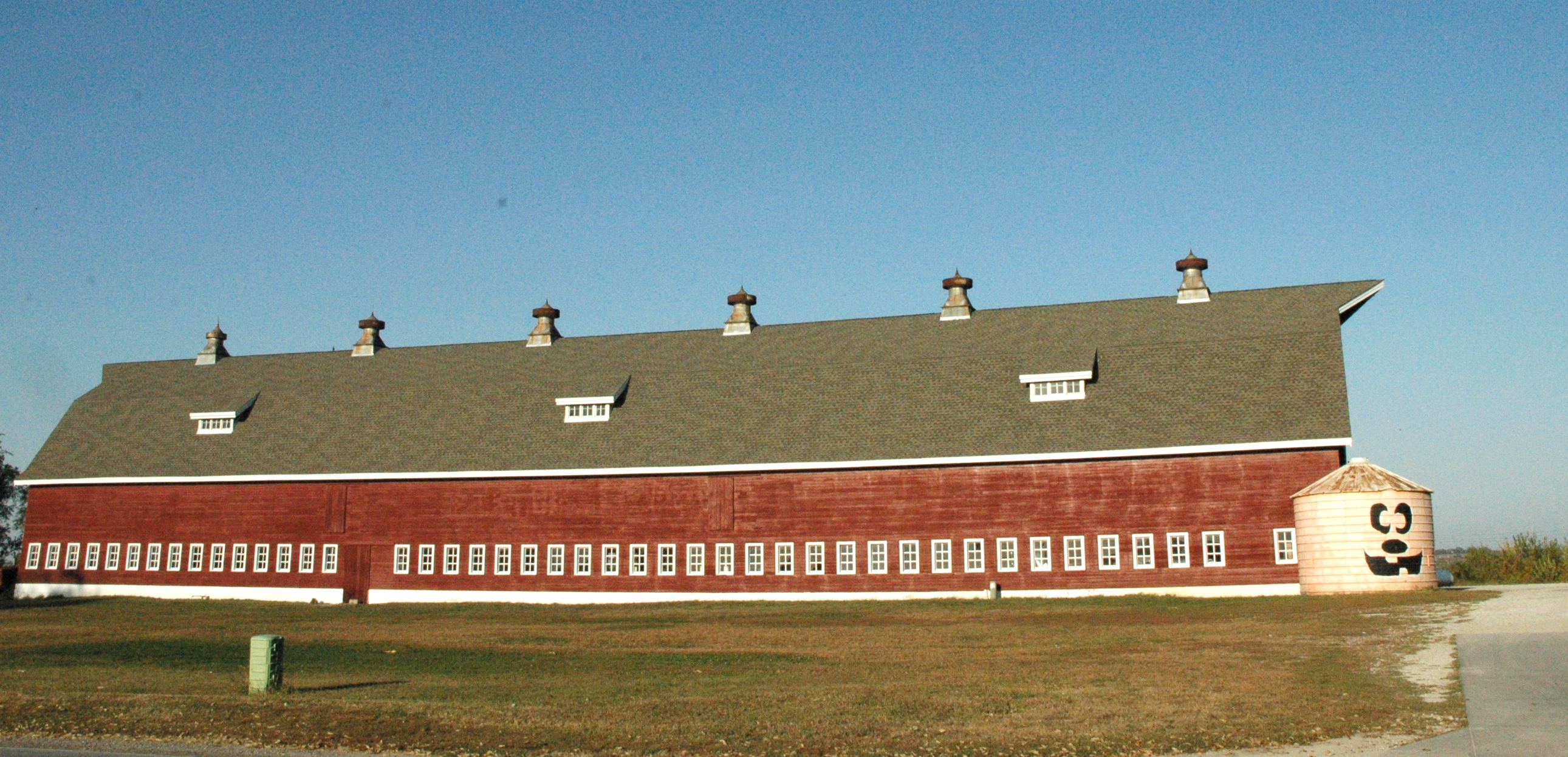
Ackerhurst-Eipperhurst Dairy Barn, gelistet im NRHP

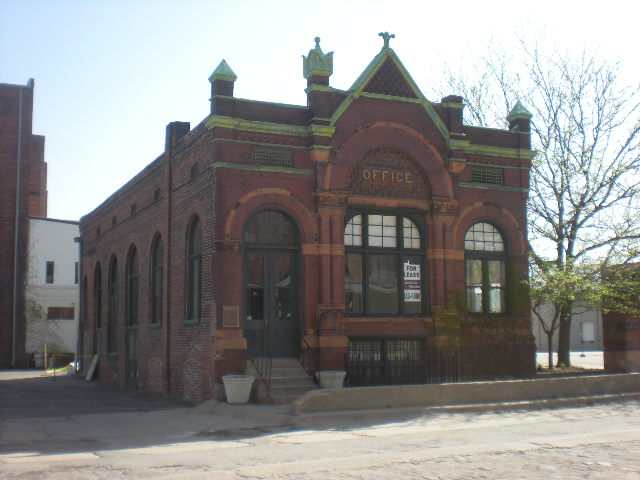
Anheuser-Busch Beer Depot, gelistet im NRHP

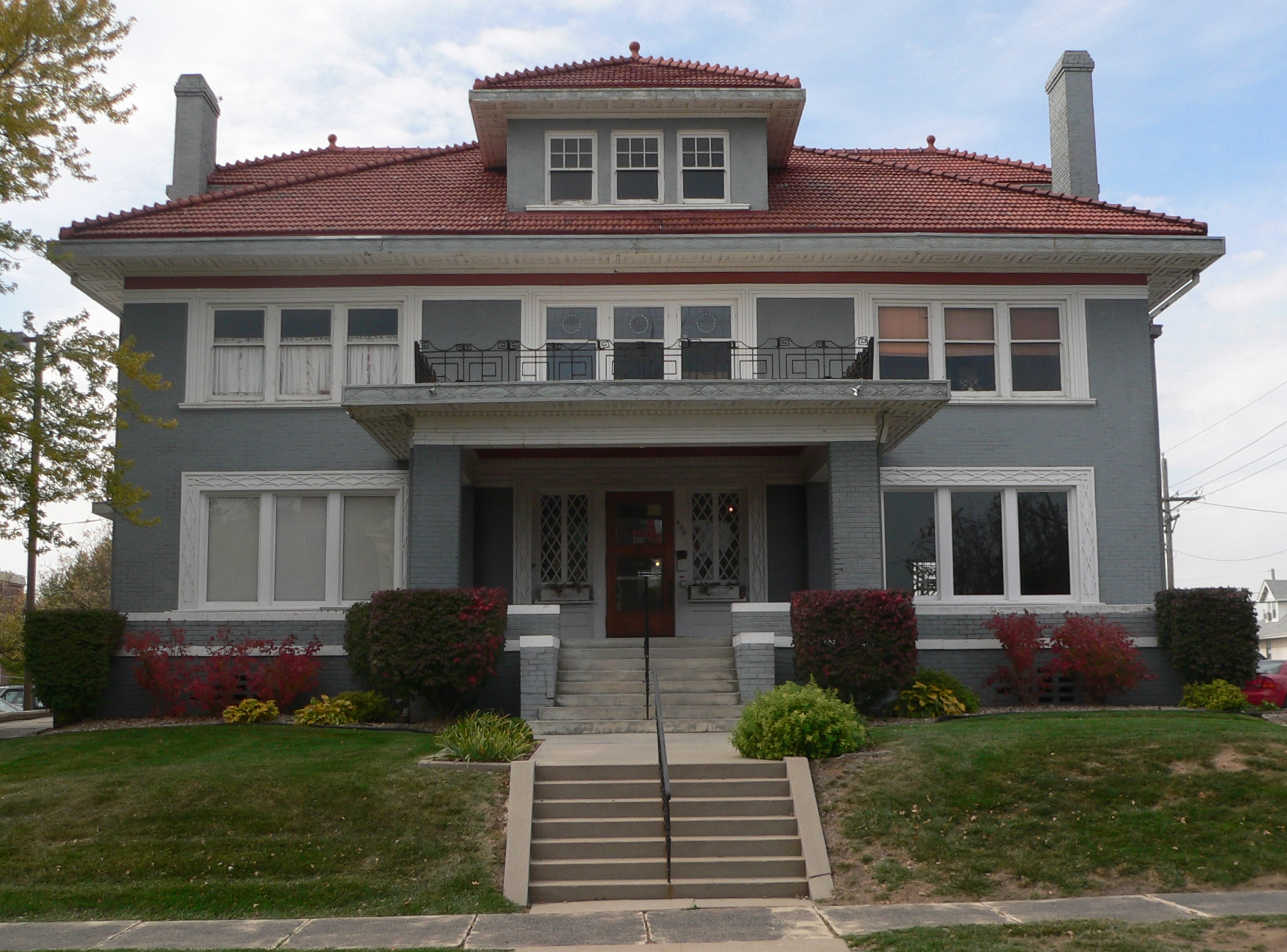
Bradford-Pettis House, gelistet im NRHP

Nach der Volkszählung im Jahr 2000 lebten im Douglas County 463.585 Menschen. Davon waren 11.707 Bewohner in Sammelunterkünften untergebracht, die anderen Einwohner lebten in 182.194 Haushalten und 115.146 Familien. Die Bevölkerungsdichte betrug 541 Einwohner pro Quadratkilometer. Ethnisch betrachtet setzte sich die Bevölkerung zusammen aus 80,96 Prozent Weißen, 11,50 Prozent Afroamerikanern, 0,61 Prozent amerikanischen Ureinwohnern, 1,71 Prozent Asiaten, 0,05 Prozent Bewohnern aus dem pazifischen Inselraum und 3,40 Prozent aus anderen ethnischen Gruppen; 1,76 Prozent stammten von zwei oder mehr Ethnien ab. 6,67 Prozent der Bevölkerung waren spanischer oder lateinamerikanischer Abstammung.
Von den 182.194 Haushalten hatten 32,0 Prozent Kinder und Jugendliche unter 18 Jahre, die bei ihnen lebten. 47,5 Prozent waren verheiratete, zusammenlebende Paare, 12,1 Prozent waren allein erziehende Mütter, 36,8 Prozent waren keine Familien, 29,8 Prozent waren Singlehaushalte und in 8,7 Prozent lebten Menschen im Alter von 65 Jahren oder darüber. Die Durchschnittshaushaltsgröße betrug 2,48 und die durchschnittliche Familiengröße lag bei 3,12 Personen.
Auf das gesamte County bezogen setzte sich die Bevölkerung zusammen aus 26,6 Prozent Einwohnern unter 18 Jahren, 10,3 Prozent zwischen 18 und 24 Jahren, 31,2 Prozent zwischen 25 und 44 Jahren, 21,0 Prozent zwischen 45 und 64 Jahren und 11,0 Prozent waren 65 Jahre alt oder darüber. Das Durchschnittsalter betrug 34 Jahre. Auf 100 weibliche Personen kamen 95,7 männliche Personen. Auf 100 Frauen im Alter von 18 Jahren oder darüber kamen statistisch 92,9 Männer.

Das jährliche Durchschnittseinkommen eines Haushalts betrug 43.209 USD, das Durchschnittseinkommen der Familien betrug 54.651 USD. Männer hatten ein Durchschnittseinkommen von 36.577 USD, Frauen 27.265 USD. Das Prokopfeinkommen betrug 22.879 USD. 6,7 Prozent der Familien und 9,8 Prozent der Bevölkerung lebten unterhalb der Armutsgrenze. Darunter waren 13,0 Prozent der Kinder und Jugendlichen unter 18 Jahren und 7,2 Prozent der Senioren ab 65 Jahren.

## Orte im County
- Beechwood
- Bennington
- Boys Town
- Briggs
- Debolt
- East Omaha
- Elk City
- Elkhorn
- Green Meadows
- Irvington
- King Lake
- Lake Platte View
- Lane
- Mercer
- Millard
- Omaha
- Ralston
- Rellers Park
- Skyline
- South Omaha
- Valley
- Venice
- Waterloo